# Mario Serandrei
Mario Serandrei, noto anche con lo pseudonimo di Sir Andrews (Napoli, 23 maggio 1907 – Roma, 17 aprile 1966), è stato un montatore e sceneggiatore italiano.

## Biografia
Dopo aver preso parte alla redazione del quindicinale cinematografo, fondato da Alessandro Blasetti, esordì nel 1929, ad appena 22 anni, come sceneggiatore, montatore e aiuto registra nel film dello stesso Blasetti, Sole. In seguito si specializzò nel montaggio, attività con la quale collaborò con i più famosi registi della sua epoca, in particolare con Riccardo Freda nel film Teodora imperatrice di Bisanzio (1954),  Luchino Visconti in Ossessione (1943), La terra trema (1948), Rocco e i suoi fratelli (1960), Il Gattopardo (1963) e Vaghe stelle dell'Orsa (1965).
Fu il primo ad usare il termine Neorealismo parlando di Ossessione, che indicò come il primo film di questa corrente in ambito cinematografico.

## Filmografia parziale
- Il segreto di Villa Paradiso, regia di Domenico Gambino (1940)
- Pazza di gioia, regia di Carlo Ludovico Bragaglia (1940)
- Giuliano de' Medici, regia di Ladislao Vajda (1941)
- Se non son matti non li vogliamo, regia di Esodo Pratelli (1941)
- Via delle Cinque Lune, regia di Luigi Chiarini (1942)
- Giorno di nozze, regia di Raffaello Matarazzo (1942)
- Ossessione, regia di Luchino Visconti (1943)
- Il birichino di papà, regia di Raffaello Matarazzo (1943)
- Il nostro prossimo, regia di Gherardo Gherardi e Giuseppe Aldo Rossi (1943)
- Gente dell'aria, regia di Esodo Pratelli (1943)
- Il fidanzato di mia moglie, regia di Carlo Ludovico Bragaglia (1943)
- Il paese senza pace, regia di Leo Menardi (1943)
- La moglie in castigo, regia di Leo Menardi (1943)
- Le modelle di via Margutta, regia di Giuseppe Maria Scotese 1945
- All'ombra della gloria, regia di Pino Mercanti (1945)
- Il sole di Montecassino, regia di Giuseppe Maria Scotese (1945)
- Chi l'ha visto?, regia di Goffredo Alessandrini (1945)
- Canto, ma sottovoce... di Guido Brignone (1945)
- Giorni di gloria, regia di Luchino Visconti, Giuseppe De Santis e Marcello Pagliero (1945)
- Caccia tragica, regia di Giuseppe De Santis (1947)
- La terra trema, regia di Luchino Visconti (1948)
- Fabiola, regia di Alessandro Blasetti (1949)
- Senza bandiera di Lionello De Felice (1951)
- Buon viaggio, pover'uomo, regia di Giorgio Pàstina (1951)
- Bellissima, regia di Luchino Visconti (1951)
- La vendetta del corsaro, regia di Primo Zeglio (1951)
- I morti non pagano tasse, regia di Sergio Grieco (1952)
- Il tenente Giorgio di Raffaello Matarazzo (1952)
- Il romanzo della mia vita di Lionello De Felice (1952)
- Chi è senza peccato..., regia di Raffaello Matarazzo (1952)
- Altri tempi - Zibaldone n. 1, regia di Alessandro Blasetti (1952)
- Camicie rosse, regia di Goffredo Alessandrini (1952) (montaggio e sceneggiatura)
- La trappola di fuoco, regia di Gaetano Petrosemolo (1953)
- Noi peccatori, regia di Guido Brignone (1953)
- Pane, amore e fantasia, regia di Luigi Comencini (1953)
- Africa sotto i mari, regia di Giovanni Roccardi (1953)
- Cento anni d'amore, regia di Lionello De Felice  (1954)
- Pane, amore e gelosia, regia di Luigi Comencini (1954)
- La figlia di Mata Hari, regia di Renzo Merusi e Carmine Gallone (1954)
- Tempi nostri - Zibaldone n. 2, regia di Alessandro Blasetti (1954)
- Di qua, di là del Piave, regia di Guido Leoni (1954)
- Teodora imperatrice di Bisanzio, regia di Riccardo Freda (1954)[4]
- Il bidone, regia di Federico Fellini (1955)
- Il segno di Venere, regia di Dino Risi (1955)
- La grande barriera, regia di Achille Bolla (1956)
- La fortuna di essere donna, regia di Alessandro Blasetti (1956)
- I girovaghi di Hugo Fregonese (1956)
- Mio figlio Nerone, regia di Steno (1956)
- Disperato addio, regia di Lionello De Felice (1956)
- Classe di ferro, regia di Turi Vasile (1957)
- Padri e figli, regia di Mario Monicelli  (1957)
- Poveri ma belli, regia di Dino Risi (1957)
- Belle ma povere, regia di Dino Risi (1957)
- Calypso, regia di Golfiero Colonna e Franco Rossi (1958)
- Tuppe-tuppe, Marescià!, regia di Carlo Ludovico Bragaglia (1958)
- Juke box - Urli d'amore, regia di Mauro Morassi (1959)
- La cento chilometri, regia di Giulio Petroni (1959)
- Esterina, regia di Carlo Lizzani (1959)
- Il mondo di notte, regia di Luigi Vanzi (1959)
- Audace colpo dei soliti ignoti, regia di Nanni Loy (1959)
- Ferdinando Iº re di Napoli, regia di Gianni Franciolini (1959)
- Caltiki il mostro immortale, regia di Riccardo Freda (1959)
- La battaglia di Maratona, regia di Bruno Vailati e Mario Bava (non accreditato) (1959)
- Rocco e i suoi fratelli, regia di Luchino Visconti (1960)
- La regina delle Amazzoni, regia di Vittorio Sala (1960)
- La maschera del demonio, regia di Mario Bava (1960) (montaggio e sceneggiatura)
- Le ambiziose, regia di Antonio Amendola (1961)
- Salvatore Giuliano, regia di Francesco Rosi (1961)
- L'attico, regia di Gianni Puccini (1962)
- Storie sulla sabbia, regia di Riccardo Fellini (1963)
- Il demonio, regia di Brunello Rondi (1963)
- I tre volti della paura, regia di Mario Bava (1963)
- Scanzonatissimo, regia di Dino Verde (1963)
- Il Gattopardo, regia di Luchino Visconti (1963)
- Le mani sulla città, regia di Francesco Rosi (1963)
- Giorni di furore, regia di Isacco Nahoum, Giovanni Canavero, Alfieri Canavero, Gianni Dolino (1963)
- Senza sole né luna, regia di Luciano Ricci (1964)
- Vaghe stelle dell'Orsa..., regia di Luchino Visconti (1965)
- Tecnica di un omicidio, regia di Franco Prosperi (1966)
- La battaglia di Algeri, regia di Gillo Pontecorvo (1966) - assieme a Mario Morra
- America paese di Dio, regia di Luigi Vanzi (1967)